# Devair Araújo da Fonseca

Wappen von Devair Araújo da Fonseca.

Devair Araújo da Fonseca (* 1. Februar 1968 in Franca, São Paulo) ist ein brasilianischer Geistlicher und römisch-katholischer Bischof von Piracicaba.

## Leben
Devair Araújo da Fonseca studierte von 1992 bis 1994 Philosophie am Instituto Agostiniano de Filosofia in Franca und von 1995 bis 1998 Katholische Theologie am Centro de Estudos da Arquidiocese de Ribeirão Preto (CEARP). Er empfing am 20. Dezember 1998 das Sakrament der Priesterweihe für das Bistum Franca. Nach weiteren Studien erwarb er 2002 an der Päpstlichen Universität Gregoriana das Lizenziat in Dogmatik.
Neben Tätigkeiten in der Pfarrseelsorge war er Regens des Diözesanseminar und Professor am Priesterseminar des Bistums Jaboticabal sowie am Studienzentrum des Erzbistums Ribeirão Preto. Von 2005 bis 2008 war er Sekretär und von 2009 bis 2012 Präsident der Organisation der brasilianischen Seminare und Institute, Region Süd 1 (OSIB).
Papst Franziskus ernannte ihn am 10. Dezember 2014 zum Titularbischof von Uzalis und zum Weihbischof in São Paulo. Die Bischofsweihe spendete ihm der Erzbischof von São Paulo, Odilo Kardinal Scherer, am 1. Februar des folgenden Jahres. Mitkonsekratoren waren der Bischof von Franca, Paulo Roberto Beloto, und dessen Vorgänger Diógenes da Silva Matthes.
Am 11. November 2020 ernannte ihn Papst Franziskus zum Bischof von Piracicaba. Die Amtseinführung erfolgte am 16. Januar 2021.